# Луций Плавций Октавиан
Луций Плавций Октавиан (на латински: Lucius Plautius Octavianus; * 90; † сл. 150) е благородник от Северна Африка, прадядо на римския император Септимий Север.
Произлиза и живее в Лептис Магна, югоизточно от Картаген, в провинция Африка. Омъжва се за Аквилия Блезила, дъщеря на Гай Аквилий Постум (* 55) и съпругата му Хатерия (* 70). Двамата са родители на син и дъщеря:
- Плавция Октавила(* 110), която се омъжва за Фулвий Пий (* 100) и има дъщеря Фулвия Пия, която става майка на император Септимий Север.
- Гай Фулвий Плавциан (* 130), който е баща на Гай Фулвий Плавциан (* 150; + 205 г.; консул 203 г.) и става баща на Фулвия Плавцила и Гай Фулвий Плавт Хортензиан, които са заточени на остров Липара (днес Липари) и през 211 г. убити.

Той е прапрадядо на римските императори:
- Каракала (Луций Септимий Басиан, император 198 – 217, женен за Фулвия Плавцила);
- Гета (Публий (Луций) Септимий Гета, император 209 – 211).